# Limas

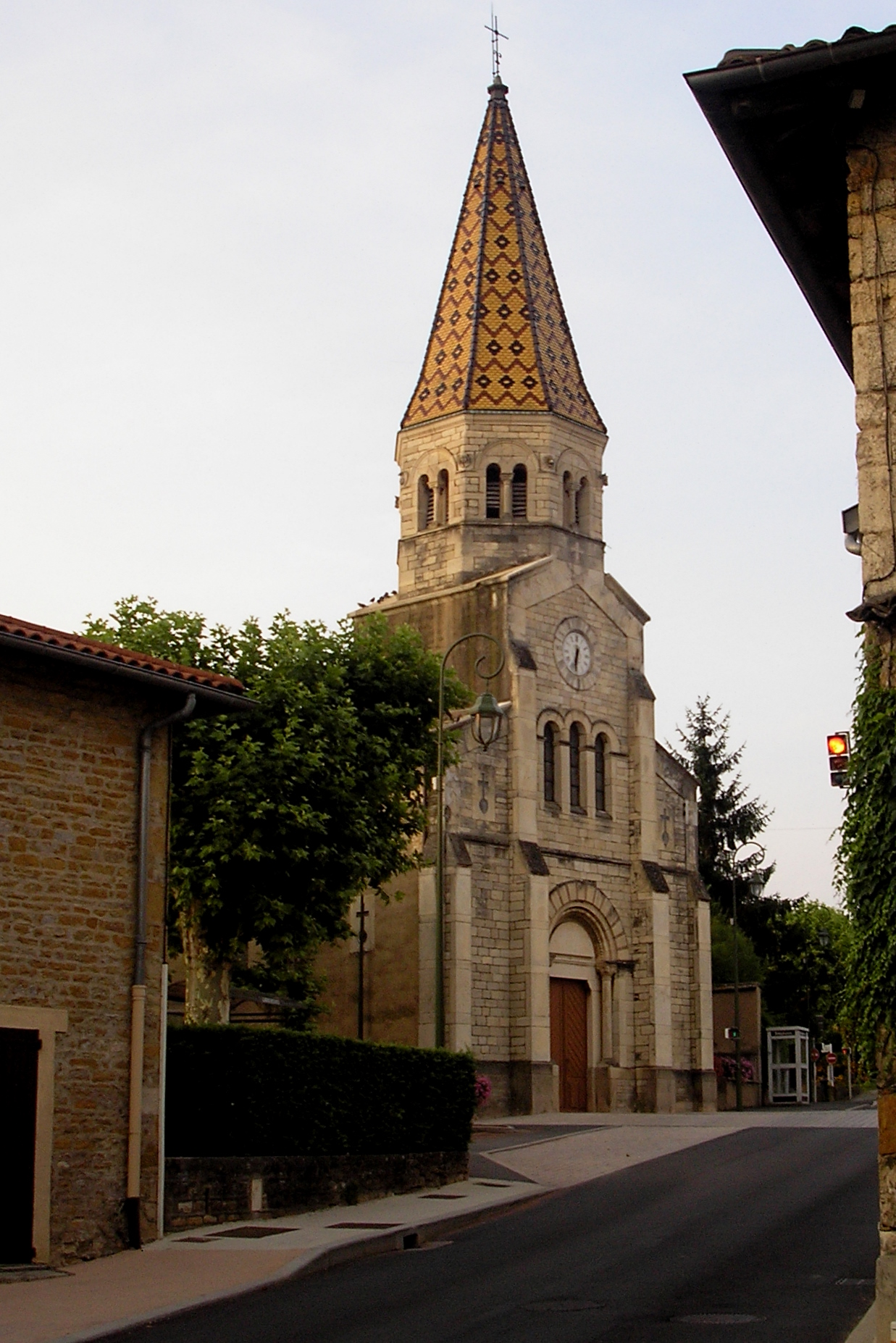
Kościół w Limas, 2006

Limas – miejscowość i gmina we Francji, w regionie Owernia-Rodan-Alpy, w departamencie Rodan.
Według danych na rok 1990 gminę zamieszkiwały 3652 osoby, a gęstość zaludnienia wynosiła 662 os./km² (wśród 2880 gmin regionu Rodan-Alpy Limas plasuje się na 242. miejscu pod względem liczby ludności, natomiast pod względem powierzchni na miejscu 1474.).